# غوهرغوش (مقاطعة دلفان)
غوهرغوش (بالفارسية: گوهرگوش) هي قرية تقع في قسم ميربغ الشمالي الريفي (مقاطعة دلفان) في إيران. يقدر عدد سكانها بـ 107 نسمة بحسب إحصاء 2016.